# Banco Mascate
O Bank Muscat é um provedor de serviços financeiros do Omã, que oferece vários serviços, como serviços bancários corporativos, bancos de varejo, bancos de investimento, tesouraria, bancos privados e gestão de ativos. O banco possui a maior rede do Omã, ultrapassando 150 agências. Em 2022, o banco contava com mais de 2 milhões de clientes, 174 agências e mais de 800 pontos de interação, incluindo caixas eletrônicos (ATM), máquinas de depósito (CDM) e máquinas full-function (FFM). Os ativos de 2021 foram de US$ 34 bilhões e o lucro líquido foi de US$ 493 milhões.

## Operações
As operações internacionais consistem em uma filial na capital daArábia Saudita e Kuwait e escritórios de representação na capital dos Emirados Árabes Unidos e Singapura. O Banco detém a totalidade da Muscat Capital, uma entidade de corretagem e banco de investimento na Arábia Saudita, e uma participação de 11,8% no Silkbank no Paquistão.

## Reconhecimento

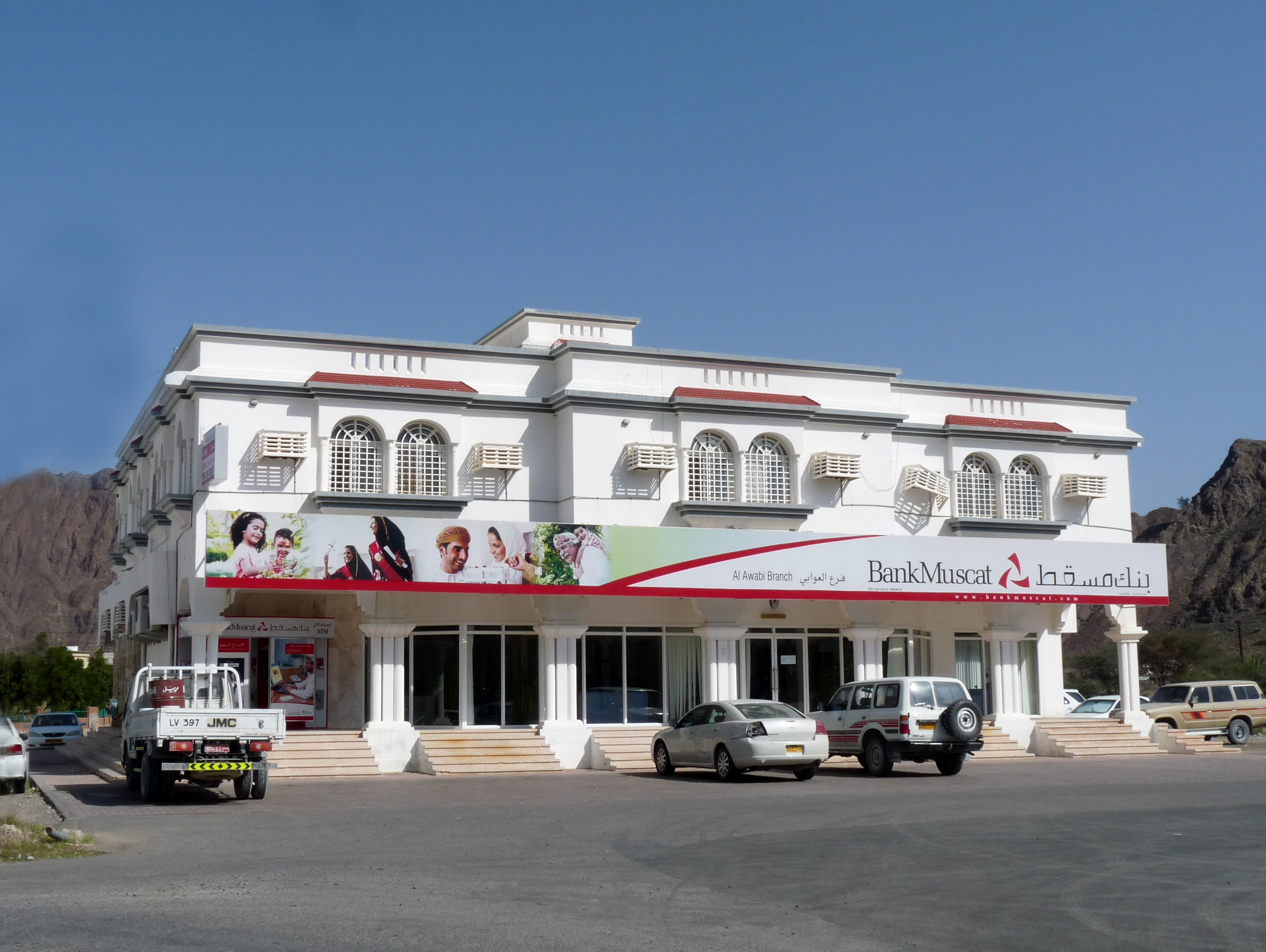
Agência do banco no norte do Omã.

O Bank Muscat foi eleito o 'Melhor Banco em Omã' por sete anos pelo The Banker, FT London. O Banco Muscat é o destinatário do Hewitt reconhecimento como o Melhor Empregador do Médio Oriente em 2009. Em 2004, o Bank Muscat se tornou o primeiro banco no Oriente Médio a ser totalmente certificado pela ISO 9000:2000. Em 2022, o banco foi classificado entre os 30 maiores bancos da região pela Forbes Middle East.

## Problemas internacionais
Em 2013, o banco foi atingido por uma polémica devido a um esquema de fraude de 39 milhões de dólares, utilizando cartões de viagem pré-pagos acedidos fora do país, que levaria a uma despesa de imparidade que impactou 10,5% dos lucros do Banco no período do esquema. 
Em 2016, outra polémica atingiu o banco, após o Departamento do Tesouro dos Estados Unidos emitir secretamente uma licença ao Banco Muscate para converter 5,7 mil milhões de dólares em reservas ultramarinas iranianas de rials de Omã para euros, através de dólares dos Estados Unidos, algo normalmente não permitido devido às sanções dos Estados Unidos contra o Irão.

## Links externos
- Site Oficial